# Tennistoernooi van Madrid 2025
Het tennistoernooi van Madrid van 2025 werd van 22 april tot en met 4 mei 2025 gespeeld op de gravelbanen van het Manzanares Park Tennis Center ("Caja Mágica") in de Spaanse hoofdstad Madrid. De officiële naam van het toernooi was Mutua Madrid Open.
Het toernooi bestond uit twee delen:
- WTA-toernooi van Madrid 2025, het toernooi voor de vrouwen (22 april–4 mei)
- ATP-toernooi van Madrid 2025, het toernooi voor de mannen (23 april–4 mei)

## Toernooikalender
- Bron:[1]

| Madrid            | april 2025 | april 2025 | april 2025 | april 2025 | april 2025 | april 2025 | april 2025 | april 2025  | april 2025  | april 2025  | mei 2025     | mei 2025     | mei 2025 | mei 2025 |
| Madrid            | din 22     | woe 23     | don 24     | vrĳ 25     | zat 26     | zon 27     | maa 28†    | din 29      | din 29      | woe 30      | don 1        | vrĳ 2        | zat 3    | zon 4    |
| ----------------- | ---------- | ---------- | ---------- | ---------- | ---------- | ---------- | ---------- | ----------- | ----------- | ----------- | ------------ | ------------ | -------- | -------- |
| vrouwenenkelspel  | 1e ronde   | 1e ronde   | 2e ronde   | 2e ronde   | 3e ronde   | 3e ronde   | 4e ronde   | 4e ronde    | 4e ronde    | kwartfinale | halve finale |              | finale   |          |
| vrouwendubbelspel |            |            | 1e ronde   | 1e ronde   | 1e ronde   | 2e ronde   | 2e ronde   | kwartfinale | kwartfinale | kwartfinale |              | halve finale |          | finale   |
| mannenenkelspel   |            | 1e ronde   | 1e ronde   | 2e ronde   | 2e ronde   | 3e ronde   | 3e ronde   | 3e ronde    | 4e ronde    | 4e ronde    | kwartfinale  | halve finale |          | finale   |
| mannendubbelspel  |            |            |            |            |            | 1e ronde   | 1e ronde   | 1e ronde    | 2e ronde    | 2e ronde    | kwartfinale  | halve finale | finale   |          |

† Door een stroomstoring op maandag 28 april werden de meeste partijen doorgeschoven naar de dinsdag. Daardoor schoven ook enkele voor dinsdag geplande partijen door naar de woensdag – zo ook van woensdag naar donderdag.
ATP-toernooi van Madrid – WTA-toernooi van Madrid

2009 · 2010 · 2011 · 2012 · 2013 · 2014 · 2015 · 2016 · 2017 · 2018 · 2019 · 2020 · 2021 · 2022 · 2023 · 2024 · 2025